# East Newton
East Newton är en by i civil parish Aldbrough, i distriktet East Riding of Yorkshire, i grevskapet East Riding of Yorkshire, i England. Byn är belägen 12 km från Hedon. East Newton var en civil parish 1866–1935 när blev den en del av Aldbrough. Civil parish hade 25 invånare år 1931. Byn nämndes i Domedagsboken (Domesday Book) år 1086, och kallades då Niuuetone/Niuuetun.